# Paregesta californiensis
Paregesta californiensis là một loài bướm đêm trong họ Crambidae.